# Hezingen
Hezingen (52° 27′ N, 6° 51′ L) é uma cidade dos Países Baixos, na província de Overijssel. Hezingen pertence ao município de Tubbergen, e está situada a 15 km, a norte de Oldenzaal.
A área de Hezingen, que também inclui as partes periféricas da cidade, bem como a zona rural circundante, tem uma população estimada em 200 habitantes.